# Đường lên đỉnh Olympia
Đường lên đỉnh Olympia là một chương trình trò chơi truyền hình về kiến thức cho học sinh Trung học phổ thông do Bộ Giáo dục và Đào tạo và Đài Truyền hình Việt Nam đồng tổ chức từ năm 1999.
Đây là chương trình trò chơi truyền hình có tuổi đời dài nhất hiện còn phát sóng trên VTV3, và được giới học sinh Việt Nam rất yêu thích. Mỗi năm có 36 trận thi tuần, 12 trận thi tháng, 4 trận thi quý được phát sóng và 1 trận chung kết năm được truyền hình trực tiếp trên VTV3. Chương trình hiện đang ghi hình năm thứ 25.
THACO hiện là nhà tài trợ chính cho chương trình kể từ nửa sau năm thứ 17.

## Lịch sử
Sau những thành công từ các sân chơi dành cho học sinh như Bảy sắc cầu vồng, VTV mong muốn tìm một loại hình chương trình mới cho khán giả trẻ. Đài Truyền hình Việt Nam đã hợp tác với Công ty điện tử LG của Hàn Quốc – tập đoàn đã tổ chức các chương trình truyền hình tương tự tại một số quốc gia trên thế giới và đạt được thành công nhất định. Cuối năm 1998, chương trình bắt đầu thông báo tuyển người chơi. Sau các chuyến đi tham quan, học hỏi kinh nghiệm tại Hàn Quốc và sự chuẩn bị kỹ lưỡng trong việc tuyển chọn người chơi và ghi hình, Đường lên đỉnh Olympia đã chính thức lên sóng vào ngày 28 tháng 3 năm 1999 trên VTV3.

### Tên gọi
Chương trình lấy tên Đường lên đỉnh Olympia với ý tưởng là 1 cuộc đua leo núi bằng kiến thức dành cho các thí sinh mà người lên đỉnh núi đầu tiên sẽ giành được vòng nguyệt quế. Có nhiều học giả cho rằng nếu cho đó là đỉnh núi để leo lên thì phải là Đường lên đỉnh Olympus. Olympus là 1 dãy núi có đỉnh cao nhất Hy Lạp với độ cao 2.917 mét so với mực nước biển, nằm giữa 2 miền Macedonia và Thessaly thuộc phía Bắc Hy Lạp, còn Olympia thực tế là một nơi chứa đựng các công trình văn hóa của Hy Lạp cổ đại và được biết tới là nơi khai sinh đại hội thể thao Olympic.
Nhà báo Tạ Bích Loan, một trong những người đầu tiên xây dựng nên chương trình, giải thích rằng: "Trong cảm hứng về việc tạo ra 1 đỉnh núi trong ước mơ, trong tưởng tượng, một đỉnh núi mang tính biểu tượng thì cái tên cũng mang tính biểu tượng..." Như vậy, đỉnh Olympia thực chất là 1 đỉnh núi mang tính tượng trưng, nó tồn tại trong trí tưởng tượng và cả trong trận thi này. Trong một chương trình khác, khi nói về điều này, nhà báo Lại Văn Sâm cho biết thêm: "Đây chỉ là tên của một chương trình, đôi khi cái tên này không nên hiểu theo nghĩa đen... Một số tên của chương trình hay của các bộ phim đôi khi chỉ là một cái tên gợi cho khán giả nhiều hướng suy nghĩ khác nhau, truyền tải được rất nhiều thông điệp khác nhau."

## Quy chế tuyển sinh

### Quy chế tuyển sinh và các trận thi
Để trở thành nhà vô địch của năm, thí sinh phải lần lượt vượt qua các trận thi tuần, tháng, quý và chung kết năm. Người chiến thắng trong mỗi trận đấu là người có tổng điểm cao nhất sau khi kết thúc bốn vòng thi hoặc giành chiến thắng trong loạt câu hỏi phụ (nếu có nhiều thí sinh cùng đạt một số điểm cao nhất).

#### Trận thi tuần
Mỗi trường trung học phổ thông chỉ được cử một học sinh duy nhất làm đại diện, là học sinh lớp 11 đạt hạnh kiểm tốt và học lực giỏi tính đến thời điểm đăng ký tham dự chương trình. Nếu bổ sung thêm những thành tích khác thì càng được ưu tiên.
Sau khi đáp ứng được những điều kiện trên, học sinh nộp bản đăng ký đứng tên của trường theo mẫu cùng bộ hồ sơ, học bạ,... theo quy định. Chương trình sẽ xét duyệt những bản đăng ký để chọn ra những người phù hợp và chỉ nhận các hồ sơ gửi qua đường bưu điện. Với những trường xác nhận nhiều học sinh, ban tổ chức sẽ không lựa chọn và xem xét toàn bộ hồ sơ của trường đó.
Trong trận thi tuần, 4 thí sinh đại diện cho 4 trường trung học phổ thông sẽ cùng tham gia. Có 36 trận thi tuần mỗi năm, mỗi trận có 4 thí sinh tham gia, tổng cộng sẽ có 144 thí sinh trong một năm Olympia.
Nếu có từ 2 thí sinh trở lên có cùng điểm số cao nhất ở cuối chương trình hoặc cùng đạt điểm nhì cao nhất trong 3 trận thi tuần của tháng, họ sẽ phải tham gia loạt câu hỏi phụ hoặc bốc thăm để xác định người được vào trận thi tháng. 

#### Trận thi tháng
trận thi tháng là trận thi dành cho 4 thí sinh, gồm 3 thí sinh chiến thắng trong những trận thi tuần và 1 thí sinh về nhì có số điểm cao nhất của các trận thi tuần trong tháng đó. Trong một năm Olympia có 12 trận thi tháng.
Nếu có từ 2 thí sinh trở lên có cùng điểm số cao nhất ở cuối chương trình hoặc cùng đạt điểm nhì cao nhất trong 3 trận thi tháng của quý, họ sẽ phải tham gia loạt câu hỏi phụ hoặc bốc thăm để xác định người được vào trận thi quý.

#### Trận thi quý
Trận thi quý là trận thi dành cho 4 thí sinh, gồm 3 thí sinh chiến thắng trong các trận thi tháng và 1 thí sinh về nhì có điểm số cao nhất trong 3 trận thi tháng. Trong một năm Olympia có 4 trận thi quý.
Cuộc thi này được ghi hình và phát sóng trên VTV3. Riêng trong năm thứ 13, hai trận của quý 1 và 2 được truyền hình trực tiếp (quý 3 và 4 không được truyền hình trực tiếp vì chương trình cần rất nhiều thời gian để chuẩn bị cho trận chung kết năm diễn ra sau trận thi quý 3 có 3 tháng).
Nếu có từ 2 thí sinh trở lên có cùng điểm số cao nhất ở cuối chương trình, họ sẽ phải tham gia loạt câu hỏi phụ hoặc bốc thăm để xác định người được vào trận thi chung kết năm.

#### Trận chung kết năm
Đây là trận đấu quan trọng nhất trong một năm Đường lên đỉnh Olympia và cũng là trận duy nhất được phát sóng trực tiếp trên truyền hình. Trận thi này dành cho 4 thí sinh đã chiến thắng ở 4 trận thi quý và được truyền hình trực tiếp trên kênh VTV3 (và các kênh truyền hình địa phương có thí sinh tham dự) tại 5 điểm cầu truyền hình gồm trường quay của Đài Truyền hình Việt Nam và 4 địa điểm công cộng ở các địa phương nơi thí sinh tham gia trận chung kết năm đang sinh sống và học tập (chủ yếu là ngôi trường của thí sinh đó, ngoài ra cũng có thể là nơi tổ chức sự kiện, văn hóa đông người...). Riêng trong trận chung kết năm thứ 9, do có sự thay đổi số lượng thí sinh nên có 6 điểm cầu gồm 1 điểm cầu tại trường quay S9 (nay là S14) và 5 điểm cầu tại 5 trường trung học phổ thông.
Trong một năm Olympia chỉ có một trận chung kết năm diễn ra vào khoảng một hoặc hai tuần sau trận thi Quý 4. Riêng trận chung kết năm thứ 21 được dời sang ngày 14 tháng 11 năm 2021 do ảnh hưởng của đại dịch COVID-19 tại Việt Nam.
Bắt đầu từ trận chung kết năm thứ 8, các thí sinh sẽ có những người hỗ trợ trong vòng thi Tăng tốc hoặc cả hai vòng Vượt chướng ngại vật và Tăng tốc.
Nếu có từ hai thí sinh trở lên có cùng điểm số cao nhất ở cuối chương trình, họ sẽ phải tham gia loạt câu hỏi phụ hoặc bốc thăm để xác định nhà vô địch.

#### Chương trình gala kỷ niệm
Các chương trình gala, quy tụ các thí sinh từng tham gia chương trình đã được tổ chức vào tháng 12 năm 1999 (Gala 1), năm 2003 (Gala 4), năm 2004 (Gala 5), năm 2005 (Gala 6), năm 2007 (Gala 7).
Bắt đầu từ năm thứ 10 (2010), cứ mỗi 5 năm 1 lần, giữa trận thi Quý 4 và trận chung kết của năm đó, ban tổ chức chương trình sẽ thực hiện một chương trình đặc biệt để nhìn lại hành trình của trận thi từ những năm đầu, nhìn lại nhà vô địch các năm, vinh danh những gương mặt xuất sắc nhất trong suốt thời gian đã qua của chương trình và mở ra chặng đường của những năm tiếp theo. Riêng trong năm thứ 10, trước chương trình gala còn có một chương trình đặc biệt nhìn lại toàn bộ hành trình của năm đó.

## Luật chơi
Qua nhiều năm phát sóng, cứ mỗi năm lại có thêm những cải tiến và sửa đổi về luật chơi. Sau đây là luật chơi được áp dụng từ năm thứ 24.

### Các vòng thi chính

#### Khởi động
Các thí sinh ở phần thi này sẽ trải qua 2 lượt chơi, 1 lượt thi cá nhân dành cho mỗi thí sinh và một lượt thi chung cho cả 4 thí sinh.
- Ở lượt thi cá nhân, mỗi thí sinh sẽ trả lời nhanh 6 câu hỏi, và có tối đa 5 giây để trả lời kể từ khi đọc câu hỏi xong. Nếu trả lời đúng thì được 10 điểm. Ngược lại, trả lời sai thì không được cộng điểm. Luật này được áp dụng tương tự luật của năm thứ 9, tuy nhiên thí sinh có quyền trả lời ngay cả khi câu hỏi đã chưa đọc xong, đáp án sẽ được công bố ngay sau câu trả lời của thí sinh.
- Ở lượt thi chung, cả 4 thí sinh bước vào phần thi này sẽ trải qua 12 câu hỏi. Ở mỗi câu hỏi, thí sinh giành quyền trả lời bằng cách bấm chuông và có tối đa 5 giây tính từ lúc giành được quyền trả lời để đưa ra đáp án. Thí sinh được quyền bấm chuông bất cứ lúc nào (kể cả khi người dẫn chương trình chưa đọc câu hỏi xong). Nếu trả lời đúng thì được 10 điểm, Ngược lại, trả lời sai (hoặc không có câu trả lời sau 5 giây bấm chuông) bị trừ 5 điểm, không có tính điểm âm. Sau 5 giây, tính từ khi đã đọc câu hỏi xong, nếu không có thí sinh nào giành quyền trả lời (hoặc thí sinh bấm chuông không đưa ra câu trả lời), người dẫn chương trình sẽ công bố đáp án.

Số điểm tối đa trong vòng thi này là 180 điểm khi trả lời đúng tất cả các câu hỏi.

#### Vượt chướng ngại vật
Có 4 từ hàng ngang, cũng là 4 gợi ý liên quan đến một chướng ngại vật (CNV) - là một từ khóa mà các thí sinh phải đi tìm, với số lượng ký tự có trong CNV được cho trước. Một hình ảnh (là một gợi ý liên quan đến CNV hoặc chính là hình ảnh của CNV) được đưa ra và bị che bởi 5 miếng ghép, gồm 4 góc tương ứng với 4 từ hàng ngang và một ô trung tâm. Ô trung tâm cũng là một câu hỏi gợi ý để tìm từ khóa và sẽ được mở sau cùng; mở được miếng ghép ô trung tâm sẽ mở được phần quan trọng nhất của hình ảnh.
Mỗi thí sinh có một lượt (từ vị trí số 1 đến vị trí số 4) để chọn trả lời một trong các từ hàng ngang này. Các thí sinh trả lời trên máy tính trong thời gian 15 giây. Trả lời đúng mỗi từ hàng ngang, thí sinh được 10 điểm. Ngoài việc mở được từ hàng ngang nếu có ít nhất 1 thí sinh trả lời đúng, một góc (được đánh số tương ứng với từ hàng ngang) của hình ảnh cũng được mở ra. Nếu không ai trả lời đúng, từ hàng ngang sẽ chuyển sang màu xám và bị khóa lại, góc hình ảnh tương ứng cũng không được mở.
Thí sinh có thể bấm chuông trả lời CNV bất cứ lúc nào. Trả lời đúng được 60 điểm trừ đi 10 điểm sau mỗi từ hàng ngang đã qua. Trả lời sai CNV hoặc bấm chuông mà không trả lời được CNV sẽ khiến thí sinh bị loại khỏi phần chơi này.
Sau 4 từ hàng ngang, câu hỏi thứ 5 tương ứng với ô trung tâm của hình ảnh được đưa ra; đáp án của câu hỏi này cũng là gợi ý cuối cùng để các thí sinh tìm ra CNV. Trả lời đúng câu hỏi thứ 5 này, thí sinh được 10 điểm và ô trung tâm sẽ được mở. Sau đó, các thí sinh có 15 giây cuối cùng để đưa ra tín hiệu; trả lời đúng CNV sau gợi ý cuối cùng của ô trung tâm được cộng thêm 20 điểm. Nếu sau 15 giây mà vẫn không có tín hiệu hoặc cả 4 thí sinh đều hết lượt chơi (do trả lời sai CNV), khán giả tại trường quay sẽ trả lời CNV. Một phần quà sẽ được dành cho khán giả đó nếu trả lời đúng; trong trường hợp trả lời sai hoặc khán giả không có câu trả lời cho CNV đó, MC sẽ công bố đáp án cuối cùng.
Nếu có nhiều thí sinh cùng bấm chuông và cùng trả lời đúng CNV thì chỉ có người bấm chuông nhanh nhất sẽ được điểm.
Số điểm tối đa trong vòng thi này là 70 điểm khi trả lời đúng 1 từ hàng ngang và trả lời đúng CNV trước câu hỏi thứ 2.

#### Tăng tốc
Có 4 câu hỏi với các cấp độ tư duy khác nhau với thời gian suy nghĩ tăng dần được sử dụng trong vòng thi này:
- Câu 1 (câu hỏi Nhìn nhanh - Đáp gọn): Trong vòng 10 giây, thí sinh phải nhìn nhanh một hình ảnh và trả lời câu hỏi.
- Câu 2 (câu hỏi Sắp xếp - Lựa chọn): Trong vòng 20 giây, thí sinh phải sắp xếp các bức ảnh theo thứ tự nhất định, chọn một hoặc nhiều bức ảnh tương ứng với các đáp án phù hợp với nội dung câu hỏi hoặc xem hình ảnh gợi ý về một sự vật và đoán sự vật đó.
- Câu 3 (câu hỏi IQ): Trong vòng 30 giây, thí sinh phải trả lời các câu hỏi mang tính tư duy logic như tìm số khác trong dãy số, tìm hình khác nhất so với các hình đã cho, tìm quy luật để điền hình đúng, giải mật mã,...
- Câu 4 (câu hỏi dữ kiện): Trong vòng 40 giây; các bức ảnh, dữ kiện, video được đưa ra theo thứ tự ngày càng chi tiết, cuối cùng là đáp án. Bằng các gợi ý này, thí sinh phải trả lời các câu hỏi như: "Đây là ai?", "Đây là gì?", "Đây là địa danh nào?",...

Các thí sinh trả lời câu hỏi bằng máy tính. Tùy theo thứ tự thời gian trả lời đúng, thí sinh sẽ ghi được 40, 30, 20 và 10 điểm. Nếu có 2 thí sinh trở lên cùng trả lời đúng trong cùng một thời gian hệ thống ghi nhận, họ sẽ cùng giành được số điểm tương ứng.
Số điểm tối đa trong vòng thi này là 160 điểm khi trả lời đúng và nhanh nhất tất cả các câu hỏi.

#### Về đích
Mỗi thí sinh có một lượt chơi chính tại giữa sân khấu và lựa chọn gói câu hỏi. Thí sinh sẽ phải lựa chọn mức điểm cho ba câu hỏi, với một trong hai mức là 20 điểm hoặc 30 điểm cho mỗi câu.
Thứ tự tham gia phần thi Về đích của các thí sinh được xác định như sau: thí sinh có số điểm cao nhất sau 3 vòng thi (và có thứ tự vị trí đứng nhỏ nhất trong các thí sinh có cùng điểm) sẽ thi đầu tiên. Sau khi thí sinh đầu tiên hoàn thành phần thi của mình, thí sinh có điểm cao nhất trong các thí sinh còn lại (và có thứ tự vị trí đứng thấp nhất trong các thí sinh có cùng điểm) sẽ được gọi tên tiếp theo, và cứ như vậy cho đến thí sinh cuối cùng.
Các loại câu hỏi được sử dụng trong vòng thi này gồm có:
- Câu hỏi do MC, ban cố vấn hoặc khách mời đọc trực tiếp cho thí sinh: Thí sinh nghe và trả lời câu hỏi.
- Câu hỏi trong đoạn video: Bao gồm câu hỏi bằng tiếng Anh và câu hỏi của nhóm phóng viên Olympia. Đoạn video này sẽ chỉ phát 1 lần duy nhất và câu hỏi chính chỉ xuất hiện ở cuối đoạn video, phần nội dung câu hỏi chỉ được ghi đơn giản là "Bạn hãy trả lời câu hỏi sau bằng tiếng Anh."[c] hoặc "Mời bạn trả lời câu hỏi của nhóm phóng viên Olympia."
- Câu hỏi thực hành: MC, ban cố vấn hoặc khách mời sẽ giới thiệu các dụng cụ liên quan đến câu hỏi thực hành hoặc hình vẽ đưa ra cho thí sinh. Trong một chương trình chỉ có tối đa một câu hỏi thực hành.

Thời gian trả lời cho câu hỏi 20 điểm là 15 giây, câu hỏi 30 điểm là 20 giây. Thí sinh được quyền trả lời và thay đổi đáp án trong suốt thời gian trả lời, và chỉ đáp án cuối cùng trong khoản thời gian trả lời được ghi nhận.
Đối với câu hỏi thực hành, thời gian trả lời câu hỏi ở trên tương ứng là thời gian suy nghĩ, cùng với thời gian thực hành là 30 giây (câu 20 điểm) hoặc 60 giây (câu 30 điểm).
Nếu thí sinh trả lời đúng hoặc thực hành đúng yêu cầu sẽ ghi được điểm của câu hỏi. Nếu thí sinh trả lời sai, không có đáp án hoặc thực hành chưa đúng yêu cầu thì các thí sinh còn lại có 5 giây để giành quyền trả lời bằng cách bấm nút (chỉ một thí sinh bấm chuông nhanh nhất được trả lời/thực hành lại). Thí sinh giành được quyền trả lời có 3 giây để đưa ra đáp án và chỉ đáp án đầu tiên được ghi nhận. Đối với câu hỏi thực hành, thí sinh bấm nút sẽ có 20 giây (câu 20 điểm) hoặc 40 giây (câu 30 điểm) để thực hiện. Nếu trả lời đúng hoặc thực hành đúng yêu cầu sẽ giành được điểm câu hỏi đó từ thí sinh đang tham gia, trả lời sai hoặc thực hành chưa đúng yêu cầu sẽ bị trừ đi một nửa số điểm của câu hỏi.
Thí sinh có quyền sử dụng ngôi sao hy vọng cho một câu hỏi bất kỳ trước khi biết nội dung câu hỏi. Trả lời đúng hoặc thực hành đúng yêu cầu được nhân đôi số điểm của câu hỏi, trong khi trả lời sai hoặc thực hành sai yêu cầu sẽ bị trừ điểm tương ứng. Lúc này, ba thí sinh còn lại cũng bấm chuông trả lời thêm như bình thường nhưng chỉ lấy điểm từ chương trình.
Điểm tối đa của vòng thi là 390 điểm, nếu trả lời đúng 3 câu 30 điểm, một trong ba câu có ngôi sao hy vọng và giành quyền trả lời đúng tất cả các câu hỏi 30 điểm của cả 3 thí sinh còn lại.
Tổng điểm tối đa trong suốt chương trình là 800 điểm (nếu trả lời đúng tất cả các câu hỏi trong suốt cuộc chơi).

### Câu hỏi phụ
Mỗi thí sinh có 15 giây để bấm chuông giành quyền trả lời các câu hỏi. Thí sinh trả lời đúng sẽ ngay lập tức giành chiến thắng. Nếu cả hai thí sinh (hoặc hai trên ba thí sinh) trả lời sai, các thí sinh sẽ bước sang câu hỏi tiếp theo để phân thắng bại. Sau 3 câu hỏi, nếu không tìm được người thắng cuộc, các thí sinh sẽ phải bốc thăm để chọn ra người thắng cuộc.
Vòng thi này xảy ra trong các trường hợp sau:
- Sau vòng thi Về đích trong tất cả các trận thi, có 2 hoặc 3 thí sinh có cùng số điểm cao nhất.
- Sau 3 trận thi tuần của cùng một tháng hoặc sau 3 trận thi tháng của cùng một quý, có nhiều thí sinh có cùng số điểm nhì cao nhất.

### Phần thi dành cho các điểm cầu
Phần này chỉ áp dụng trong trận chung kết năm kể từ năm thứ 6 và luật chơi thay đổi ở mỗi năm. Từ chung kết năm thứ 23, có 3 câu hỏi do các thành viên trong ban cố vấn hoặc khách mời đưa ra. Các điểm cầu sẽ có 15 giây suy nghĩ và sau đó đưa ra câu trả lời bằng cách viết đáp án lên bảng. Sau vòng thi, điểm cầu đạt giải nhất, nhì, ba sẽ nhận được phần quà trị giá tương ứng 10 triệu, 5 triệu và 3 triệu đồng. Tất cả giải thưởng đều đến từ nhà tài trợ THACO.

### Giải thưởng
| Năm    | Nhất Tuần      | Nhất Tháng     | Nhất Quý       | Chung kết năm   | Chung kết năm   | Chung kết năm |
| Năm    | Nhất Tuần      | Nhất Tháng     | Nhất Quý       | Giải Ba         | Giải Nhì        | Giải Nhất     |
| ------ | -------------- | -------------- | -------------- | --------------- | --------------- | ------------- |
| 1      | 1.300.000 VNĐ  | 4.000.000 VNĐ  | US$1.500       | US$1.700        | US$1.800        | US$35.000     |
| 2      | 1.400.000 VNĐ  | 4.200.000 VNĐ  | 21.000.000 VNĐ | 24.000.000 VNĐ  | 26.000.000 VNĐ  | US$35.000     |
| 3–4    | 1.400.000 VNĐ  | 4.200.000 VNĐ  | 21.000.000 VNĐ | 25.500.000 VNĐ  | 27.000.000 VNĐ  | US$35.000     |
| 5–6    | 1.570.000 VNĐ  | 4.500.000 VNĐ  | 23.550.000 VNĐ | 26.690.000 VNĐ  | 28.260.000 VNĐ  | US$35.000     |
| 7–8    | 2.000.000 VNĐ  | 4.770.000 VNĐ  | 23.850.000 VNĐ | 3.500.000 VNĐ   | 5.000.000 VNĐ   | US$35.000     |
| 9–10   | 2.000.000 VNĐ  | 4.770.000 VNĐ  | 23.850.000 VNĐ | 8.000.000 VNĐ   | 16.000.000 VNĐ  | US$35.000     |
| 11     | 2.000.000 VNĐ  | 4.770.000 VNĐ  | 25.000.000 VNĐ | 10.000.000 VNĐ  | 19.000.000 VNĐ  | US$35.000     |
| 11     | 3.000.000 VNĐ  | 5.000.000 VNĐ  | 25.000.000 VNĐ | 10.000.000 VNĐ  | 19.000.000 VNĐ  | US$35.000     |
| 12–19  | 4.000.000 VNĐ  | 6.000.000 VNĐ  | 25.000.000 VNĐ | 10.000.000 VNĐ  | 20.000.000 VNĐ  | US$35.000     |
| 20     | 4.000.000 VNĐ  | 6.000.000 VNĐ  | 25.000.000 VNĐ | 50.000.000 VNĐ  | 100.000.000 VNĐ | US$40.000     |
| 21–22  | 10.000.000 VNĐ | 15.000.000 VNĐ | 30.000.000 VNĐ | 50.000.000 VNĐ  | 100.000.000 VNĐ | US$40.000     |
| 23–nay | 10.000.000 VNĐ | 15.000.000 VNĐ | 30.000.000 VNĐ | 100.000.000 VNĐ | 200.000.000 VNĐ | US$50.000     |

Ngoài ra từ năm thứ 1 tới năm thứ 14, thí sinh giành được giải nhất tuần, tháng hoặc quý sẽ nhận được một chiếc TV từ LG Electronics còn thí sinh giành được giải nhì tuần, tháng hoặc quý sẽ nhận được một đầu đĩa DVD từ LG Electronics.
Kể từ năm thứ 8, trường Đại học Kỹ thuật Swinburne, Úc (năm thứ 24 là trường Đại học Greenwich, Anh) còn trao tặng cho các thí sinh nhất, nhì, ba các suất học bổng lần lượt là toàn phần, 50% và 25% học phí nếu quyết định theo học tại trường. Giải thưởng cho các thí sinh của trận Chung kết là tiền thưởng và suất học bổng tương ứng. Trong năm thứ 23, các suất học bổng cho thí sinh đạt giải nhất, nhì, ba ở trận chung kết lần lượt là toàn phần, 50% và 30% học phí. Ngoài ra, cũng trong năm thứ 23, Đại học Kỹ thuật Swinburne đã trao tặng suất học bổng trị giá 50% học phí cho thí sinh nữ có thành tích tốt nhất.
Từ năm thứ 17, vì chỉ có học sinh lớp 11 được tham dự chương trình nên quán quân sau khi vô địch phải hoàn thành chương trình lớp 12 và đủ điều kiện tốt nghiệp THPT trước khi đi du học.

## Phát sóng

### Các năm cuộc thi
| Năm | Thời gian phát sóng                                                 | Ghi chú |
| --- | ------------------------------------------------------------------- | --- |
| 1   | 28 tháng 3, 1999 – 26 tháng 3, 2000                                 | |
| 2   | 23 tháng 4, 2000 – 29 tháng 4, 2001                                 | |
| 3   | 10 tháng 6, 2001 – 9 tháng 6, 2002                                  | |
| 4   | 14 tháng 7, 2002 – 13 tháng 7, 2003                                 | |
| 5   | 10 tháng 8, 2003 – 22 tháng 8, 2004                                 | |
| 6   | 26 tháng 9, 2004 – 2 tháng 10, 2005                                 | |
| 7   | 2 tháng 4, 2006 – 1 tháng 4, 2007                                   | Năm chỉ có 52 trận thi. |
| 8   | 22 tháng 4, 2007 – 27 tháng 4, 2008                                 | |
| 9   | 11 tháng 5, 2008 – 17 tháng 5, 2009                                 | Phát chính vào thứ 7 trong một thời gian. Trận chung kết đã có 5 thí sinh tham dự.                                                                      |
| 10  | 31 tháng 5, 2009 – 13 tháng 6, 2010                                 | |
| 11  | 20 tháng 6, 2010 – 19 tháng 6, 2011                                 | |
| 12  | 26 tháng 6, 2011 – 24 tháng 6, 2012                                 | |
| 13  | 1 tháng 7, 2012 – 30 tháng 6, 2013                                  | |
| 14  | 4 tháng 8, 2013 – 3 tháng 8, 2014                                   | |
| 15  | 10 tháng 8, 2014 – 16 tháng 8, 2015                                 | Năm cuối cùng LG Electronics tài trợ. |
| 16  | 23 tháng 8, 2015 – 21 tháng 8, 2016                                 | |
| 17  | 28 tháng 8, 2016 – 27 tháng 8, 2017                                 | Năm đầu tiên THACO tài trợ. |
| 18  | 3 tháng 9, 2017 – 2 tháng 9, 2018                                   | |
| 19  | 9 tháng 9, 2018 – 15 tháng 9, 2019                                  | |
| 20  | 22 tháng 9, 2019 – 20 tháng 9, 2020                                 | |
| 21  | 27 tháng 9, 2020 – 19 tháng 9, 2021; 14 tháng 11 năm 2021           | Do ảnh hưởng của đại dịch COVID-19 tại Việt Nam, 7 trận thi đầu tiên của năm thứ 22 đã được phát sóng trước khi trận chung kết năm thứ 21 được tổ chức. |
| 22  | 26 tháng 9 – 7 tháng 11, 2021; 21 tháng 11, 2021 – 2 tháng 10, 2022 | Do ảnh hưởng của đại dịch COVID-19 tại Việt Nam, 7 trận thi đầu tiên của năm thứ 22 đã được phát sóng trước khi trận chung kết năm thứ 21 được tổ chức. |
| 23  | 9 tháng 10, 2022 – 8 tháng 10, 2023                                 | |
| 24  | 15 tháng 10, 2023 – 13 tháng 10, 2024                               | |
| 25  | 20 tháng 10, 2024 – hiện tại                                        | Trận thi quý 4 có 5 thí sinh tham dự. |

### Phát chính
Tuần, Tháng, Quý:
- Trận tuần đầu tiên: 11:05 Chủ nhật
- Trận tuần thứ hai, Năm thứ 1 - Tuần 3, Tháng 3, Quý 1, Năm thứ 3: 10:35 Chủ nhật
- Quý 1, Năm thứ 3 - Tuần 1, Tháng 3, Quý 2, Năm thứ 9: 10:00 Chủ nhật
- Tuần 2, Tháng 3, Quý 2 - Tuần 3, Tháng 1, Quý 3 (Năm thứ 9): 09:00 Thứ bảy
- Tháng 1, Quý 3 (Năm thứ 9) - nay: 13:00 Chủ nhật[6]

### Gala
- Từ Gala 1 năm đến Gala 7 năm: 10:00 Chủ nhật trên VTV3
- Gala 10 năm: 22:00 Chủ nhật trên VTV3
- Gala 15 năm: 15:00 Chủ nhật trên VTV3
- Gala 20 năm: 20:10 Thứ 7 trên VTV1
- Gala 25 năm: 20:10 Thứ 7 trên VTV1

### Trận chung kết năm
- Năm thứ 1, Năm thứ 2, Năm thứ 7 và Năm thứ 10: 10:00 Chủ nhật
- Năm thứ 3 - Năm thứ 6, Năm thứ 8, Năm thứ 11 và Năm thứ 12: 09:00 Chủ nhật
- Năm thứ 9, Năm thứ 13 - Năm thứ 15: 09:30 Chủ nhật
- Năm thứ 16 - Năm thứ 18 và Năm thứ 21 - nay: 08:30 Chủ nhật
- Năm thứ 19 và Năm thứ 20: 08:00 Chủ nhật

Ngoài ra, chương trình còn được tiếp sóng trên các kênh truyền hình địa phương nơi có thí sinh tham dự Chung kết năm.

### Phát lại
(Ngoại trừ chung kết năm (trên VTV3 từ 2000 - 2020), thời điểm phát sóng các chương trình dịp Tết Nguyên đán và tường thuật trực tiếp các sự kiện thể thao (UEFA Euro, FIFA World Cup, Olympic (trước 2012),... và các sự kiện thể thao từ 2000 đến 2014) và một số sự kiện khác)
- Trên VTV3:
  - 00:50 Thứ hai (8 tháng 7 năm 2024; 22 tháng 7 năm 2024)
  - 01:20 Thứ ba (4 tháng 5 năm 2021 – 2 tháng 9 năm 2021; 13 tháng 2 năm 2024)
  - 01:20 Thứ sáu (8 tháng 9 năm 2017 – 13 tháng 3 năm 2020 và 1 tháng 5 năm 2020 - nay)
  - 02:10 Thứ sáu (16 tháng 10 năm 2015 – 25 tháng 8 năm 2017)
  - 04:30 Thứ hai (2 tháng 2 năm 2015 – 13 tháng 1 năm 2020)
  - 04:30 Thứ tư (22 tháng 1 năm 2020 – 18 tháng 3 năm 2020 và 6 tháng 5 năm 2020 - nay)
  - 04:30 Thứ bảy (5 tháng 1 năm 2013 – 14 tháng 3 năm 2020 và 2 tháng 5 năm 2020 - nay)
  - 04:30 Thứ ba (13 tháng 4 năm 2021 – 27 tháng 4 năm 2021)
  - 06:00 Thứ ba (27 tháng 10 năm 2020 – 6 tháng 4 năm 2021)
  - 08:00 Thứ ba (4 tháng 2 năm 2003 – 27 tháng 9 năm 2005)
  - 08:30 Thứ năm (18 tháng 11 năm 2021, phát lại trận chung kết năm thứ 21)
  - 09:15 Thứ năm (19 tháng 1 năm 2023; 2 tháng 2 năm 2023 và 6 tháng 4 năm 2023 – nay)
  - 09:20 Thứ năm (10 tháng 6 năm 2021 – 1 tháng 7 năm 2021 và 10 tháng 2 năm 2022 - 12 tháng 1 năm 2023)
  - 09:30 Thứ năm (7 tháng 1 năm 2021 – 3 tháng 6 năm 2021 và thời điểm phát sóng chương trình dịp Tết Nguyên Đán 2021)
  - 09:30 Thứ sáu (7 tháng 8 năm 2020 – 1 tháng 1 năm 2021)
  - 09:40 Thứ năm (8 tháng 7 năm 2021 – 27 tháng 1 năm 2022)
  - 10:00 Thứ năm (12 tháng 8 năm 2021)
  - 09:40/10:00/10:10 Thứ sáu (4 tháng 1 năm 2002 – 31 tháng 7 năm 2020)
  - 10:30 Thứ sáu (2 tháng 4 năm 1999 – 28 tháng 12 năm 2001)
  - 12:50 Thứ tư (6 tháng 12 năm 2023)
  - 12:50 Thứ hai (11 tháng 12 năm 2023 – nay)
  - 12:50 Thứ sáu (1 tháng 3 năm 2024)
  - 14:40 Thứ năm (12 tháng 10 năm 2023, phát lại trận chung kết năm thứ 23)
  - 14:40 Thứ năm (17 tháng 10 năm 2024, phát lại trận chung kết năm thứ 24)
  - 14:40 Thứ tư (28 tháng 2 năm 2024)
  - 14:40 Thứ ba (23 tháng 7 năm 2024)
  - 15:30 Thứ năm (2016 – tháng 8 năm 2017)
  - Ngoài ra trên VTV3 còn phát lại một số khung giờ khác trước năm 2004.
- Trên VTV4: 
  - 00:30 và 06:00: Thứ bảy (22 tháng 4 năm 2005 – nay)
  - 17:00 Thứ hai (24 tháng 4 năm 2006 – nay).
  - 01:35 và 12:30 Chủ nhật (9 tháng 10 năm 2022, phát lại trận chung kết năm thứ 22)
  - 01:30 Thứ sáu (20 tháng 10 năm 2023, phát lại trận chung kết năm thứ 23)
  - 16:00 Chủ nhật (22 tháng 10 năm 2023, phát lại trận chung kết năm thứ 23)
- Trên VTV5: 
  - 09:00 và 22:45 Chủ nhật (VTV5 Tây Nam Bộ: 09:00 và 22:45 thứ bảy; VTV5 Tây Nguyên: 16:15 Thứ bảy)
  - 02:00 Thứ hai (18 tháng 9 năm 2016 – 16 tháng 3 năm 2020 và 4 tháng 5 năm 2020 - nay)
- Trên VTV6 (nay là VTV Cần Thơ): 
  - 17:00 Thứ sáu (10 tháng 9 năm 2010 – 30 tháng 12 năm 2011)
- Một số kênh truyền hình địa phương (trước 2008).
- Trên các nền tảng số của VTV.

## Tạm ngừng ghi hình và phát sóng

### Tạm ngừng phát sóng
Trong 9 năm đầu tiên và các năm thứ 13 - 14, giữa các năm Olympia có một khoảng thời gian tạm nghỉ để chuyển tiếp sang năm phát sóng tiếp theo, thường dành cho mục đích thay đổi, nâng cấp luật chơi, làm mới thiết kế sân khấu. Kể từ sau trận chung kết năm thứ 10, Olympia được ghi hình và phát sóng liên tục theo tuần; trận đầu tiên của mùa mới được phát sóng 1 tuần ngay sau trận chung kết của mùa trước (ngoại trừ năm thứ 21 khi trận chung kết của năm đó được tổ chức sau khi đã phát sóng 7 số đầu của năm thứ 22). Trong quá trình diễn ra các mùa thi của Đường lên đỉnh Olympia, có một số lần chương trình phải tạm ngừng hoặc thay đổi việc ghi hình và phát sóng theo kế hoạch, phần lớn là do trùng vào thời điểm diễn ra các sự kiện đặc biệt. Các chương trình bị hoãn đã được phát sóng trở lại vào tuần kế tiếp. Cụ thể:
- 7 tháng 12 năm 2003, để phục vụ cho việc phát sóng trực tiếp SEA Games 22.
- 26 tháng 8 năm 2007, để phục vụ cho việc phát sóng trực tiếp cuộc thi ABU Robocon 2007 cùng với kênh VTV2.
- 15 tháng 6 năm 2008, do trùng với dịp quốc tang Nguyên Thủ tướng Võ Văn Kiệt.[7]
- 7 tháng 10 năm 2018, do trùng với dịp quốc tang Nguyên Tổng bí thư kiêm chủ tịch HĐBT Đỗ Mười.[8]
- 25 tháng 5 năm 2025, do trùng với dịp quốc tang Nguyên Chủ tịch nước Trần Đức Lương.[9][10]

### Thay đổi kế hoạch ghi hình
Năm thứ 2 là lần đầu tiên một trận chung kết năm được lùi đến thời điểm mới, vào ngày 29 tháng 4 năm 2001, do trùng với thời điểm ghi hình một số chương trình của VTV tại trường quay S9 (nay là trường quay S14).
Trong năm thứ 20 và năm thứ 21, Đường lên đỉnh Olympia đã nhiều lần phải thay đổi kế hoạch ghi hình các trận thi do ảnh hưởng của dịch COVID-19 tại Việt Nam. Trong năm thứ 20, 9 trận đầu của Quý 3 đã được lùi thời điểm ghi hình sang các ngày 2, 3, 4, 5 và 6 tháng 3 năm 2020. Sau khi Chính phủ ban hành chỉ thị số 16 về giãn cách xã hội để phòng chống dịch COVID-19 vào ngày 31 tháng 3 năm 2020, chương trình đã hoãn ghi hình 4 trận còn lại của Quý 3 và toàn bộ 13 trận của Quý 4, sau đó đã được diễn ra vào các ngày 21, 22, 23, 24, 25, 26, 27, 28 tháng 5; ngày 4, 5, 6, 7, 8 và 10 tháng 7 năm 2020. Ngày ghi hình trận Tháng 2 - Quý 4 đồng thời cũng là ngày diễn ra vòng trải nghiệm số 3 của cuộc thi tuyển chọn người dẫn chương trình Đường tới cầu vồng 2020.
Khi đại dịch COVID-19 bùng phát trở lại tại Việt Nam vào cuối tháng 4 năm 2021, ê-kíp Đường lên đỉnh Olympia năm thứ 21 đã tổ chức ghi hình 4 trận cuối của Quý 3 và 5 trận đầu của Quý 4 từ ngày 29 tháng 4 đến ngày 4 tháng 5 năm 2021 trong điều kiện phòng chống dịch tại trường quay. Sau khi chính quyền Hà Nội ra công điện số 17 về việc giãn cách xã hội toàn thành phố theo chỉ thị số 16 của Chính phủ vào ngày 23 tháng 7 năm 2021, chương trình tiếp tục lùi thời điểm ghi hình trận thi còn lại của Quý 4 sang ngày 11 tháng 9 năm 2021. Trước đó, 7 trận thi áp chót của Quý 4 đã được ghi hình từ ngày 20 đến ngày 22 tháng 7 năm 2021 trong điều kiện không có khán giả. Điều này cũng đã được thực hiện ở 5 số còn lại của Quý 2 và trận thi đầu của Quý 3 vào các ngày 2, 3, 22, 23, 24 tháng 2 năm 2021.
Năm thứ 21 cũng chứng kiến lần thứ hai trận chung kết năm được lùi đến thời điểm mới, vào ngày 14 tháng 11 năm 2021. Thay vào đó, chương trình đã ghi hình 18 số đầu tiên của năm thứ 22 vào các ngày 22, 23, 24, 25 tháng 9; 14, 15, 16, 17, 18, 20 tháng 10; 8, 9, 10, 11 tháng 11 năm 2021 và đã phát sóng 7 số đầu tiên của năm thứ 22 trước trận chung kết năm thứ 21. Sau đó, 8 số cuối của Quý 2 và 12 số đầu của Quý 3 năm thứ 22 đã được ghi hình vào các ngày 10, 11, 12 tháng 1; 21, 22, 23, 25 tháng 2; 25, 26, 27, 28, 29, 30, 31 tháng 3 năm 2022. Riêng 5 số đầu của Quý 1, 13 số của Quý 2 và 12 số đầu của Quý 3 được ghi hình trong điều kiện không có khán giả.

### Thay đổi giờ phát sóng do trùng với sự kiện đặc biệt
- Trận 41 năm thứ 7 (31 tháng 12 năm 2006) dự kiến phát sóng vào 10:00, nhưng do trùng với thời điểm diễn ra cầu truyền hình Nối vòng tay lớn để đón chào năm mới 2007 nên đã được dời sang 9 giờ 15 phút cùng ngày.
- Trận 12 năm thứ 12 (11 tháng 9 năm 2011) đã được dời sang phát sóng vào lúc 12:00, thay thế cho chương trình Ô cửa bí mật tạm dừng phát sóng 1 tuần vì trùng với dịp Quốc tang Nguyên Chủ tịch Hội đồng Nhà nước Võ Chí Công.

## Người dẫn chương trình
Dưới đây là tất cả những người dẫn chương trình của Đường lên đỉnh Olympia. Các MC của chương trình thường dẫn theo cặp (1 nam, 1 nữ) hoặc 1 người dẫn chính (thường là MC nữ), 1 người phụ dẫn là nam (phụ dẫn có thể trở thành dẫn chính trong trường hợp dẫn chính không có mặt). Đối với người dẫn chương trình trong trận chung kết năm, xem đề mục tương ứng trong bài viết về chung kết năm.
| #  | Người dẫn chương trình | Năm | Vị trí dẫn                       |
| -- | ---------------------- | --- | -------------------------------- |
| 1  | Tạ Bích Loan           | năm 1, Gala 1 năm | Dẫn chính                        |
| 1  | Tạ Bích Loan           | Gala 5 năm | Phụ dẫn                          |
| 2  | Lưu Minh Vũ            | năm 2 (một số trận), năm 4 (một số trận), Gala 4 năm, năm 5, Gala 5 năm                                                | Dẫn đôi (với Tùng Chi)           |
| 2  | Lưu Minh Vũ            | năm 2 (một số trận), chung kết năm 5                                                                                   | Dẫn chính                        |
| 3  | Nguyễn Tùng Chi        | năm 2, năm 4 (một số trận), Gala 4 năm, Gala 5 năm, năm 5 (trừ chung kết năm)                                          | Dẫn đôi (với Lưu Minh Vũ)        |
| 3  | Nguyễn Tùng Chi        | năm 3, quý 1 năm 6, chung kết năm 9, năm 10, chung kết năm 11, năm 12, năm 13, năm 14, năm 15, năm 16                  | Dẫn chính                        |
| 4  | Trần Thùy Dương        | năm 4 (một số trận) | Dẫn chính                        |
| 5  | Đặng Quốc Hiệp         | quý 2, quý 3, quý 4 và chung kết năm 6                                                                                 | Dẫn đôi (với Kiều Anh)           |
| 6  | Nguyễn Kiều Anh        | quý 2, quý 3, quý 4 và chung kết năm 6                                                                                 | Dẫn đôi (với Quốc Hiệp)          |
| 6  | Nguyễn Kiều Anh        | năm 7, quý 1 năm 8 (trừ chung kết quý)                                                                                 | Dẫn chính                        |
| 7  | Bùi Khánh Chi          | chung kết quý 1, quý 2, quý 3, quý 4 và chung kết năm 8                                                                | Dẫn chính                        |
| 8  | Nguyễn Khắc Cường      | năm 8, năm 10, Gala 10 năm, năm 11, năm 12, năm 13 (một số trận)                                                       | Phụ dẫn                          |
| 9  | Nguyễn Hữu Việt Khuê   | năm 8, năm 10, năm 11, năm 12, năm 13 (một số trận)                                                                    | Phụ dẫn                          |
| 9  | Nguyễn Hữu Việt Khuê   | năm 9 (trừ chung kết năm), Gala 10 năm, Gala 15 năm                                                                    | Dẫn chính                        |
| 10 | Nguyễn Thanh Vân       | năm 11 (trừ chung kết năm)                                                                                             | Dẫn chính                        |
| 11 | Hoàng Trung Nghĩa      | năm 13, năm 14 (một số trận)                                                                                           | Phụ dẫn                          |
| 12 | Phạm Ngọc Huy          | năm 13, năm 14 (một số trận), năm 15 (trừ 5 trận cuối quý 4), năm 16 (một số trận), năm 17, năm 18 (trừ chung kết năm) | Phụ dẫn                          |
| 12 | Phạm Ngọc Huy          | Gala 15 năm, chung kết năm 18, năm 19, năm 20, Gala 20 năm, năm 21, năm 22, năm 23, năm 24, năm 25                     | Dẫn đôi (với Diệp Chi, Khánh Vy) |
| 13 | Nguyễn Diệp Chi        | Chung kết năm 18, năm 19, năm 20, Gala 20 năm, năm 21                                                                  | Dẫn đôi (với Ngọc Huy)           |
| 13 | Nguyễn Diệp Chi        | năm 17, năm 18 (trừ chung kết năm)                                                                                     | Dẫn chính                        |
| 14 | Trần Khánh Vy          | năm 22, năm 23, năm 24, năm 25                                                                                         | Dẫn đôi (với Ngọc Huy)           |

## Nhà tài trợ
- Năm thứ 1 - Năm thứ 15: LG Electronics
- Năm thứ 16: Trà xanh Không Độ (chỉ trận chung kết)
- Năm thứ 17 - nay: THACO (từ trận thi quý 2 năm thứ 17)

## Các chương trình tương tự Đường lên đỉnh Olympia
Dưới đây là một số chương trình có format tương tự Đường lên đỉnh Olympia trên các Đài PT-TH địa phương. Điểm chung của những chương trình này là được lấy cảm hứng từ Đường lên đỉnh Olympia.
- Chân trời kết nối (Báo và Đài PT-TH Tuyên Quang.
- Đường đến vinh quang (Báo và Đài PT-TH Đồng Tháp)
- Âm vang xứ Thanh (Báo và Đài PT-TH Thanh Hóa)
- Khát vọng Lạc Hồng (Báo và Đài PT-TH Phú Thọ)
- Qua miền di sản (Báo và Đài PT-TH Quảng Trị)
- Học trò xứ Quảng (Báo và Đài PT-TH Thành phố Đà Nẵng)
- Chinh phục (Báo và Đài PT-TH Quảng Trị)
- Khám phá tri thức (Báo và Đài PT-TH Thành phố Cần Thơ)
- Đất học Kinh Bắc (Báo và PT-TH Bắc Ninh)
- Bắc Giang: Hành trình lịch sử - văn hoá (Báo và PT-TH Bắc Ninh)
- Những mốc son lịch sử (Báo và Đài PT-TH Khánh Hòa)